# Glaucorhoe albostrigaria
Glaucorhoe albostrigaria là một loài bướm đêm trong họ Geometridae.